# Dalila Schiesaro
Dalila Schiesaro (Albenga, 2 agosto 1987) è una nuotatrice artistica italiana.

## Biografia
Agli Europei 2006 di Budapest ha vinto il bronzo nel combinato.
Agli Europei 2008 di Eindhoven ha vinto invece l'argento, sempre nel combinato.
Il 28 settembre 2014 si è sposata con il tuffatore italiano Francesco Dell'Uomo.

## Palmarès
- Europei di nuoto

2006 - Budapest: bronzo nel combinato.
2008 - Eindhoven: argento nel combinato.
2012 - Eindhoven: bronzo nel combinato.
2014 - Berlino: bronzo nel combinato.